# 킹섬에뮤
킹섬에뮤(Dromaius ater)는 오스트레일리아에 있는 킹섬에 서식하던 대형조류이자 날지 못하는 새로 몸색깔은 캥거루섬에 살던 에뮤와 비슷한 검은색, 어두운 회색, 포도색이며 현생종 에뮤의 근연종이자 가까운 친척동물로 알려져 있다.
하지만 정착자들에 의한 떼죽음과 남획이 시작되자 개체수가 급감했으며 자취를 감춘 뒤 목격했다는 몇몇 사람들의 증언이 오지만 진위는 밝혀지지 않고 있다. 그림과 골격 박제는 전 세계 어딘가에 보존되고 있는 것으로 추정된다.